# 锡罗
锡罗（法語：Sirod，法語發音：[siʁo]）是法国汝拉省的一个市镇，属于隆斯勒索涅区。

## 地理
锡罗（46°43'59"N, 5°59'2"E）面积16.1 平方千米，位于法国勃艮第-弗朗什-孔泰大區汝拉省，该省份为法国东部内陆省份，北起上索恩省，西北接科多尔省，西临索恩-卢瓦尔省，南至安省，东与杜省和瑞士接壤。
与锡罗接壤的市镇（或旧市镇、城区）包括：孔特、锡亚姆、锡罗堡、朗村、沙朗西、吉卢瓦、莱沙莱姆、克朗。

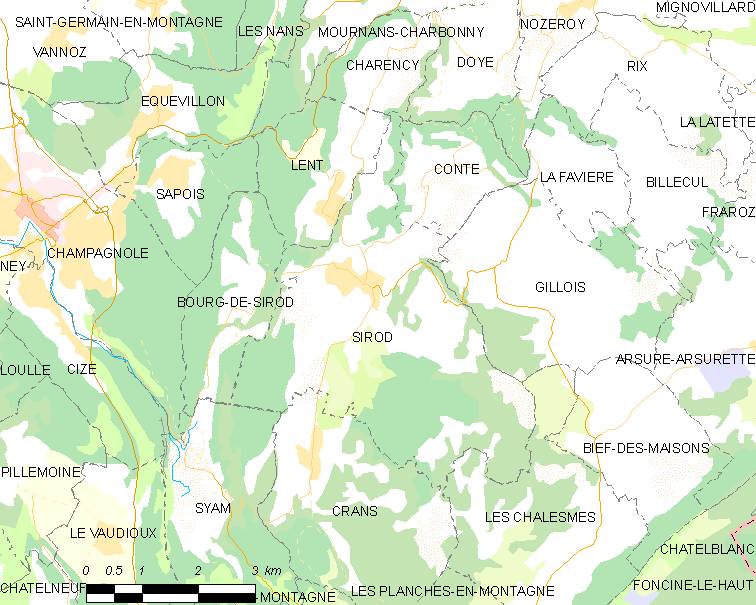
锡罗的OSM定位图

锡罗的时区为UTC+01:00、UTC+02:00（夏令时）。

## 行政
锡罗的邮政编码为39300，INSEE市镇编码为39517。

## 政治
锡罗所属的省级选区为尚帕尼奥勒县。

## 人口

1962-2008年间锡罗人口变化图示

锡罗于2022年1月1日时的人口数量为550人。